# 希少野生動植物種
希少野生動植物種（きしょうやせいどうしょくぶつしゅ）とは、日本の絶滅のおそれのある野生動植物の種の保存に関する法律（種の保存法）に基づき指定される絶滅の危機にある野生生物である。

## 概要
「希少野生動植物種」は絶滅危惧種の保護を目的に、絶滅のおそれのある野生動植物の種の保存に関する法律に基づき種指定される。指定根拠は絶滅のおそれのある野生動植物の種の保存に関する法律第4条及び第5条であり、「国内希少野生動植物種」、「国際希少野生動植物種」、「緊急指定種」並びに「特定第一種国内希少野生動植物種」及び「特定第二種国内希少野生動植物種」に分類される。これらは以下のように定義されている。
国内希少野生動植物種
日本に生息・生育する絶滅のおそれのある野生動植物の種で、政令（絶滅のおそれのある野生動植物の種の保存に関する法律施行令）で定めるもの。
国際希少野生動植物種
国際的に協力して種の保存を図ることとされている絶滅のおそれのある野生動植物の種、政令で定めるもの。
緊急指定種
国内希少野生動植物種及び国際希少野生動植物種以外の野生動植物の種で、保存を特に緊急に図る必要があると認められるもの。環境大臣が3年以内の期限で指定する。
特定第一種国内希少野生動植物種
国内希少野生動植物種のうち、商業的に個体の繁殖をさせることができて、国際的に協力して種の保存を図ることとされているものではない（つまり国際希少野生動植物種ではない）もの。この法律の一部改正（平成30年6月施行）により、「特定国内希少野生動植物種」から「特定第一種国内希少野生動植物種」に改正された。
特定第二種国内希少野生動植物種
国内希少野生動植物種のうち、販売、頒布等の目的での捕獲等及び譲渡し等のみを規制するもの。この法律の一部改正（平成30年6月施行）により創設された。法改正施行時点での政令での指定はなかったが、令和2年1月の政令改正で3件が指定された。二次的自然に分布する昆虫類、魚類、両生類等の指定を想定している。
希少野生動植物種の指定を受けた種は捕獲・採取や譲渡し（販売や譲渡など）が原則禁止され、それらを実施する場合には環境大臣の許可が必要となる。また、国内希少野生動植物種に指定された種は「保護増殖事業」の実施や「生息地等保護区」の指定により、種及び生育・生息地の保護対策が図られる。保護対策に際しては、希少野生動植物種保存基本方針が作成され、この基本方針に基づき実施される。
特定第一種国内希少野生動植物種は、個体の繁殖技術が確立された種であり、それら繁殖した個体の流通が可能となる。ただし、野生個体の採集・捕獲は禁止であり、販売に当たっても都道府県知事などへの届け出が必要となる。
なお、環境省は絶滅のおそれのある種のリストとしてレッドリスト及びレッドデータブックを作成している。これらには直接根拠となる法令等はないが、希少野生動植物種の指定の際にはレッドリストを基に検討している。

## 国内希少野生動植物種
以下の国内希少野生動植物種は2025年2月12日現在の環境省のリストによる。なお、科和名について、環境省ホームページのリストではカタカナ表記であるため、その根拠法令である「絶滅のおそれのある野生動植物の種の保存に関する法律施行令」がひらがな表記であるが前者の出典による。
例として、環境省ホームページのリストで、鳥類で「カモ科」とされているところ、「絶滅のおそれのある野生動植物の種の保存に関する法律施行令 別表第一 国内希少野生動植物種」では、鳥類で「かも科」とされている。
次の458種（亜種、変種）が指定されている。

## 動物界
※「和名*」は特定第一種国内希少野生動植物種、「和名**」は特定第二種国内希少野生動植物種。

### 鳥類
- カモ科
  - Branta canadensis leucopareia シジュウカラガン 平成5年（1993年）指定
- ウミスズメ科
  - Lunda cirrhata エトピリカ 平成5年（1993年）指定
  - Uria aalge inornata ウミガラス 平成5年（1993年）指定
- シギ科
  - Eurynorhynchus pygmeus ヘラシギ 平成29年（2017年）指定
  - Scolopax mira アマミヤマシギ 平成5年（1993年）指定
  - Tringa guttifer カラフトアオアシシギ 平成5年（1993年）指定
- コウノトリ科
  - Ciconia boyciana コウノトリ 平成5年（1993年）指定
- トキ科
  - Nipponia nippon トキ 平成5年（1993年）指定
  - Platalea minor クロツラヘラサギ 令和2年（2020年）指定
- ハト科
  - Chalcophaps indica yamashinai キンバト 平成5年（1993年）指定
  - Columba janthina nitens アカガシラカラスバト 平成5年（1993年）指定
  - Columba janthina stejnegeri ヨナクニカラスバト 平成5年（1993年）指定
- タカ科
  - Aquila chrysaetos japonica イヌワシ 平成5年（1993年）指定
  - Circus spilonotus spilonotus チュウヒ 平成29年（2017年）指定
  - Buteo buteo toyoshimai オガサワラノスリ 平成5年（1993年）指定
  - Haliaeetus albicilla albicilla オジロワシ 平成5年（1993年）指定
  - Haliaeetus pelagicus pelagicus オオワシ 平成5年（1993年）指定
  - Nisaetus nipalensis orientalis クマタカ 平成5年（1993年）指定
  - Spilornis cheela perplexus カンムリワシ 平成5年（1993年）指定
- ハヤブサ科
  - Falco peregrinus japonensis ハヤブサ 平成5年（1993年）指定
- キジ科
  - Lagopus mutus japonicus ライチョウ 平成5年（1993年）指定
- ツル科
  - Grus japonensis タンチョウ 平成5年（1993年）指定
- ホオジロ科
  - Emberiza aureola ornata シマアオジ 平成29年（2017年）指定
- モズ科
  - Lanius cristatus superciliosus アカモズ 令和3年（2021年）指定
- ヒタキ科
  - Turdus celaenops アカコッコ 令和2年（2020年）指定
- クイナ科
  - Gallirallus okinawae ヤンバルクイナ 平成5年（1993年）指定
  - Coturnicops exquisitus シマクイナ 令和2年（2020年）指定
- アトリ科
  - Carduelis sinica kittlitzi オガサワラカワラヒワ 平成5年（1993年）指定
- ミツスイ科
  - Apalopteron familiare hahasima ハハジマメグロ 平成5年（1993年）指定
- ヒタキ科
  - Locustella pryeri pryeri オオセッカ 平成5年（1993年）指定
  - Erithacus komadori komadori アカヒゲ 平成5年（1993年）指定
  - Erithacus komadori namiyei ホントウアカヒゲ 平成5年（1993年）指定
  - Zoothera dauma major オオトラツグミ 平成5年（1993年）指定
- ヤイロチョウ科
  - Pitta brachyura nympha ヤイロチョウ 平成5年（1993年）指定
- ウ科
  - Phalacrocorax urile チシマウガラス 平成5年（1993年）指定
- サギ科
  - Ixobrychus eurhythmus オオヨシゴイ 令和2年（2020年）指定
- キツツキ科
  - Dendrocopos leucotos owstoni オーストンオオアカゲラ 平成5年（1993年）指定
  - Picoides tridactylus inouyei ミユビゲラ 平成5年（1993年）指定
  - Sapheopipo noguchii ノグチゲラ 平成5年（1993年）指定
- アホウドリ科
  - Diomedea albatrus アホウドリ 平成5年（1993年）指定
- ウミツバメ科
  - Oceanodroma castro クロコシジロウミツバメ 平成31年（2019年）指定
- ミズナギドリ科
  - Puffinus bryani オガサワラヒメミズナギドリ 平成31年（2019年）指定
  - Puffinus lherminieri bannermani セグロミズナギドリ 令和2年（2020年）指定
- フクロウ科
  - Bubo bubo borissowi ワシミミズク 平成6年（1994年）緊急指定、平成9年（1997年）指定
  - Ketupa blakistoni blakistoni シマフクロウ 平成5年（1993年）指定

### 哺乳類
- ネコ科
  - Prionailurus bengalensis euptilurus ツシマヤマネコ 平成6年（1994年）指定
  - Prionailurus bengalensis iriomotensis イリオモテヤマネコ 平成6年（1994年）指定
- オオコウモリ科
  - Pteropus dasymallus daitoensis ダイトウオオコウモリ 平成16年（2004年）指定
  - Pteropus dasymallus dasymallus　エラブオオコウモリ 平成31年（2019年）指定
  - Pteropus pselaphon オガサワラオオコウモリ 平成21年（2009年）指定
- キクガシラコウモリ科
  - Rhinolophus cornutus orii オリイコキクガシラコウモリ 令和2年（2020年）指定
  - Rhinolophus pumilus pumilus オキナワコキクガシラコウモリ 令和2年（2020年）指定
- ヒナコウモリ科
  - Miniopterus fuscus リュウキュウユビナガコウモリ 令和2年（2020年）指定
  - Murina ryukyuana リュウキュウテングコウモリ 平成31年（2019年）指定
  - Myotis yanbarensis ヤンバルホオヒゲコウモリ 平成31年（2019年）指定
- ウサギ科
  - Pentalagus furnessi アマミノクロウサギ 平成16年（2004年）指定
- ネズミ科
  - Diplothrix legata ケナガネズミ 平成28年（2016年）指定
  - Tokudaia muenninki オキナワトゲネズミ 平成28年（2016年）指定
  - Tokudaia osimensis アマミトゲネズミ 平成28年（2016年）指定
  - Tokudaia tokunoshimensis トクノシマトゲネズミ 平成28年（2016年）指定

### 爬虫類
- キノボリトカゲ科
  - Diploderma polygonatum donan ヨナグニキノボリトカゲ** 令和7年（2025年）指定 同年特定第二種国内希少野生動植物種指定
- トカゲモドキ科
  - Goniurosaurus kuroiwae kuroiwae クロイワトカゲモドキ 平成27年（2015年）指定
  - Goniurosaurus kuroiwae orientalis マダラトカゲモドキ 平成27年（2015年）指定
  - Goniurosaurus kuroiwae sengokui ケラマトカゲモドキ 平成29年（2017年）緊急指定、平成31年（2019年）指定
  - Goniurosaurus kuroiwae splendens オビトカゲモドキ 平成27年（2015年）指定
  - Goniurosaurus kuroiwae toyamai イヘヤトカゲモドキ 平成27年（2015年）指定
  - Goniurosaurus kuroiwae yamashinae クメトカゲモドキ 平成27年（2015年）指定
- カナヘビ科
  - Takydromus dorsalis サキシマカナヘビ 令和2年（2020年）指定
  - Takydromus toyamai ミヤコカナヘビ 平成28年（2016年）指定
- ナミヘビ科
  - Hebius concelarus ミヤコヒバァ 令和2年（2020年）指定
  - Opisthotropis kikuzatoi キクザトサワヘビ 平成7年（1995年）指定
- イシガメ科
  - Geoemyda japonica リュウキュウヤマガメ 令和2年（2020年）指定

### 両生類
- アカガエル科
  - Babina holsti ホルストガエル 平成28年（2016年）指定
  - Babina subaspera オットンガエル 平成28年（2016年）指定
  - Limnonectes namiyei ナミエガエル 平成28年（2016年）指定
  - Odorrana ishikawae オキナワイシカワガエル 平成28年（2016年）指定
  - Odorrana splendida アマミイシカワガエル 平成28年（2016年）指定
  - Odorrana utsunomiyaorum コガタハナサキガエル 平成31年（2019年）指定
- サンショウウオ科
  - Hynobius abei アベサンショウウオ 平成7年（1995年）指定
  - Hynobius abuensis アブサンショウウオ** 令和4年（2022年）指定 同年特定第二種国内希少野生動植物種指定
  - Hynobius akiensis アキサンショウウオ** 令和4年（2022年）指定 同年特定第二種国内希少野生動植物種指定
  - Hynobius amakusaensis アマクササンショウウオ 平成27年（2015年）指定
  - Hynobius bakan ヤマグチサンショウウオ** 令和4年（2022年）指定 同年特定第二種国内希少野生動植物種指定
  - Hynobius boulengeri オオダイガハラサンショウウオ** 令和4年（2022年）指定 同年特定第二種国内希少野生動植物種指定
  - Hynobius dunni オオイタサンショウウオ** 令和4年（2022年）指定 同年特定第二種国内希少野生動植物種指定
  - Hynobius fossigenus ヒガシヒダサンショウウオ** 令和4年（2022年）指定 同年特定第二種国内希少野生動植物種指定
  - Hynobius guttatus マホロバサンショウウオ 令和4年（2022年）指定 同年特定第二種国内希少野生動植物種指定
  - Hynobius hidamontanus ハクバサンショウウオ 令和4年（2022年）指定
  - Hynobius ikioi ベッコウサンショウウオ** 令和4年（2022年）指定 同年特定第二種国内希少野生動植物種指定
  - Hynobius iwami イワミサンショウウオ** 令和4年（2022年）指定 同年特定第二種国内希少野生動植物種指定
  - Hynobius katoi アカイシサンショウウオ 令和4年（2022年）指定
  - Hynobius kuishiensis イヨシマサンショウウオ** 令和4年（2022年）指定 同年特定第二種国内希少野生動植物種指定
  - Hynobius kunibiki イズモサンショウウオ** 令和4年（2022年）指定 同年特定第二種国内希少野生動植物種指定
  - Hynobius naevius ブチサンショウウオ** 令和4年（2022年）指定 同年特定第二種国内希少野生動植物種指定
  - Hynobius nebulosus カスミサンショウウオ** 令和4年（2022年）指定 同年特定第二種国内希少野生動植物種指定
  - Hynobius okiensis オキサンショウウオ** 令和4年（2022年）指定 同年特定第二種国内希少野生動植物種指定
  - Hynobius osumiensis オオスミサンショウウオ 平成27年（2015年）指定
  - Hynobius oyamai チクシブチサンショウウオ** 令和4年（2022年）指定 同年特定第二種国内希少野生動植物種指定
  - Hynobius sematonotos チュウゴクブチサンショウウオ** 令和4年（2022年）指定 同年特定第二種国内希少野生動植物種指定
  - Hynobius setoi サンインサンショウウオ** 令和4年（2022年）指定 同年特定第二種国内希少野生動植物種指定
  - Hynobius setouchi セトウチサンショウウオ** 令和4年（2022年）指定 同年特定第二種国内希少野生動植物種指定
  - Hynobius shinichisatoi ソボサンショウウオ 平成27年（2015年）指定
  - Hynobius stejnegeri コガタブチサンショウウオ** 令和4年（2022年）指定 同年特定第二種国内希少野生動植物種指定
  - Hynobius tokyoensis トウキョウサンショウウオ** 令和2年（2020年）指定 同年特定第二種国内希少野生動植物種指定
  - Hynobius tosashimizuensis トサシミズサンショウウオ 平成31年（2019年）指定
  - Hynobius tsurugiensis ツルギサンショウウオ 令和4年（2022年）指定
  - Hynobius utsunomiyaorum ヒバサンショウウオ** 令和4年（2022年）指定 同年特定第二種国内希少野生動植物種指定
  - Hynobius vandenburghi ヤマトサンショウウオ** 令和4年（2022年）指定 同年特定第二種国内希少野生動植物種指定
  - Onychodactylus kinneburi シコクハコネサンショウウオ** 令和4年（2022年）指定 同年特定第二種国内希少野生動植物種指定
  - Onychodactylus pyrrhonotus ホムラハコネサンショウウオ ** 令和5年（2023年）指定 同年特定第二種国内希少野生動植物種指定
  - Onychodactylus tsukubaensis ツクバハコネサンショウウオ 平成27年（2015年）指定
  - Salamandrella keyserlingii キタサンショウウオ** 令和4年（2022年）指定 同年特定第二種国内希少野生動植物種指定
- イモリ科
  - Echinotriton andersoni イボイモリ 平成28年（2016年）指定

### 魚類
- ドジョウ科
  - Cobitis striata hakataensis ハカタスジシマドジョウ 平成31年（2019年）指定
  - Cobitis takenoi タンゴスジシマドジョウ 平成31年（2019年）指定
  - Parabotia curtus アユモドキ 平成16年（2004年）指定
- コイ科
  - Acheilognathus longipinnis イタセンパラ 平成7年（1995年）指定
  - Acheilognathus tabira nakamurae セボシタビラ 令和2年（2020年）指定
  - Acheilognathus typus ゼニタナゴ* 令和7年（2025年）指定 同年特定第一種国内希少野生動植物種指定
  - Hemigrammocypris neglectus カワバタモロコ** 令和2年（2020年）指定 同年特定第二種国内希少野生動植物種指定
  - Pseudorasbora pumila シナイモツゴ** 令和7年（2025年）指定 同年特定第二種国内希少野生動植物種指定
  - Rhodeus atremius suigensis スイゲンゼニタナゴ 平成14年（2002年）指定
  - Tanakia tanago ミヤコタナゴ 平成6年（1994年）指定
- ハゼ科
  - Gymnogobius nakamurae コシノハゼ 平成31年（2019年）指定
- シラウオ科
  - Neosalanx reganius アリアケヒメシラウオ 令和2年（2020年）指定

### 昆虫類
- ムカシゴキブリ科
  - Eucorydia donanensis ウスオビルリゴキブリ 令和3年（2021年）緊急指定、令和6年 (2024年) 指定
  - Eucorydia miyakoensis ベニエリルリゴキブリ 令和3年（2021年）緊急指定、令和6年 (2024年) 指定
- タマムシ科
  - Agrilus boninensis オガサワラナガタマムシ 平成27年（2015年）指定
  - Agrilus suzukii シマフオガサワラナガタマムシ 平成27年（2015年）指定
  - Chrysobothris boninensis boninensis オガサワラムツボシタマムシ父島列島亜種 平成27年（2015年）指定
  - Chrysobothris boninensis suzukii オガサワラムツボシタマムシ母島列島亜種 平成27年（2015年）指定
  - Kurosawaia yanoi ツヤヒメマルタマムシ 平成27年（2015年）指定
  - Tamamushia virida virida ツマベニタマムシ父島・母島列島亜種 平成27年（2015年）指定
- オサムシ科
  - Cylindera bonina オガサワラハンミョウ 平成20年（2008年）指定
- カミキリムシ科
  - Agapanthia japonica フサヒゲルリカミキリ 平成28年（2016年）指定
  - Allotraeus boninensis オガサワラトビイロカミキリ 平成27年（2015年）指定
  - Chlorophorus boninensis オガサワラトラカミキリ 平成27年（2015年）指定
  - Chlorophorus kobayashii オガサワラムキイロトラカミキリ 平成27年（2015年）指定
  - Merionoeda tosawai オガサワラモモブトコバネカミキリ 平成27年（2015年）指定
  - Pseudiphra bicolor bicolor フタモンアメイロカミキリ父島列島亜種 平成27年（2015年）指定
  - Xylotrechus ogasawarensis オガサワライカリモントラカミキリ 平成27年（2015年）指定
- ゲンゴロウ科
  - Acilius kishii ヤシャゲンゴロウ 平成8年（1996年）指定
  - Cybister chinensis ゲンゴロウ ** 令和5年（2023年）指定 同年特定第二種国内希少野生動植物種指定
  - Cybister lewisianus マルコガタノゲンゴロウ 平成23年（2011年）指定
  - Cybister limbatus フチトリゲンゴロウ 平成23年（2011年）指定
  - Cybister rugosus ヒメフチトリゲンゴロウ ** 令和5年（2023年）指定 同年特定第二種国内希少野生動植物種指定
  - Dytiscus marginalis czerskii エゾゲンゴロウモドキ ** 令和5年（2023年）指定 同年特定第二種国内希少野生動植物種指定
  - Dytiscus sharpi シャープゲンゴロウモドキ 平成23年（2011年）指定
  - Graphoderus adamsii マルガタゲンゴロウ ** 令和5年（2023年）指定 同年特定第二種国内希少野生動植物種指定
  - Hydaticus pacificus conspersus オオイチモンジシマゲンゴロウ ** 令和5年（2023年）指定 同年特定第二種国内希少野生動植物種指定
  - Hydaticus thermonectoides マダラシマゲンゴロウ 平成28年（2016年）指定
  - Hydaticus yambaruensis ヤンバルオオイチモンジシマゲンゴロウ 令和7年（2025年）指定
  - Prodaticus vittatus オキナワスジゲンゴロウ ** 令和5年（2023年）指定 同年特定第二種国内希少野生動植物種指定
- ミズスマシ科
  - Gyrinus ryukyuensis リュウキュウヒメミズスマシ 令和2年（2020年）指定
- クワガタムシ科
  - Neolucanus insulicola donan ヨナグニマルバネクワガタ 平成23年（2011年）指定
  - Neolucanus okinawanus オキナワマルバネクワガタ 平成28年（2016年）指定
  - Neolucanus protogenetivus hamaii ウケジママルバネクワガタ 平成28年（2016年）指定
- ハナノミ科
  - Hoshihananomia kusuii クスイキボシハナノミ 平成27年（2015年）指定
  - Hoshihananomia ochrothorax キムネキボシハナノミ 平成27年（2015年）指定
  - Hoshihananomia trichopalpis オガサワラムキボシハナノミ 平成27年（2015年）指定
  - Tomoxia relicta オガサワラモンハナノミ 平成27年（2015年）指定
- コガネムシ科
  - Cheirotonus jambar ヤンバルテナガコガネ 平成8年（1996年）指定
  - Oryctes hisamatsui ヒサマツサイカブト 平成31年（2019年）指定
- ホタル科
  - Luciola owadai クメジマボタル 平成6年（1994年）緊急指定、平成29年（2017年）指定
- コオイムシ科
  - Kirkaldyia deyrolli タガメ** 令和2年（2020年）指定 同年特定第二種国内希少野生動植物種指定
- セミ科
  - Platypleura albivannata イシガキニイニイ 平成14年（2002年）指定
- コバンムシ科
  - Ilyocoris cimicoides exclamationis コバンムシ ** 令和5年（2023年）指定 同年特定第二種国内希少野生動植物種指定
- タイコウウチ科
  - Laccotrephes grossus タイワンタイコウチ 令和3年（2021年）指定
- アリ科
  - Aphaenogaster gamagumayaa ガマアシナガアリ 令和2年（2020年）指定
- セセリチョウ科
  - Carterocephalus palaemon akaishianus タカネキマダラセセリ赤石山脈亜種（タカネキマダラセセリ南アルプス亜種）平成30年（2018年）指定
  - Parnara ogasawarensis オガサワラセセリ 平成30年（2018年）指定
  - Pyrgus malvae unomasahiroi ヒメチャマダラセセリ 平成30年（2018年）指定
- シジミチョウ科
  - Celastrina ogasawaraensis オガサワラシジミ 平成20年（2008年）指定
  - Japonica onoi mizobei カシワアカシジミ冠高原亜種 令和2年（2020年）指定
  - Maculinea teleius kazamoto ゴマシジミ関東・中部亜種 平成28年（2016年）指定
  - Pithecops fulgens tsushimanus ツシマウラボシシジミ 平成29年（2017年）指定
  - Plebejus subsolanus iburiensis アサマシジミ北海道亜種 平成28年（2016年）指定
  - Shijimia moorei moorei ゴイシツバメシジミ 平成8年（1996年）指定
- タテハチョウ科
  - Melitaea ambigua niphona コヒョウモンモドキ 令和5年（2023年）指定
  - Melitaea protomedia ウスイロヒョウモンモドキ 平成28年（2016年）指定
  - Melitaea scotosia ヒョウモンモドキ 平成23年（2011年）指定
  - Oeneis norna sugitanii タカネヒカゲ八ヶ岳亜種 令和3年（2021年）指定
- エゾトンボ科
  - Hemicordulia ogasawarensis オガサワラトンボ 平成20年（2008年）指定
- アオイトトンボ科
  - Indolestes boninensis オガサワラアオイトトンボ 平成20年（2008年）指定
- ハナダカトンボ科
  - Rhinocypha ogasawarensis ハナダカトンボ 平成20年（2008年）指定
- トンボ科
  - Libellula angelina ベッコウトンボ 平成6年（1994年）指定
  - Rhyothemis severini ハネナガチョウトンボ 平成31年（2019年）指定
- モノサシトンボ科
  - Platycnemis phyllopada チョウセングンバイトンボ 令和4年 (2022年) 緊急指定、令和7年（2025年）指定
- バッタ科
  - Celes akitanus アカハネバッタ 平成28年（2016年）指定

### 唇脚類
- オオムカデ科
  - Scolopendra alcyona リュウジンオオムカデ 令和3年（2021年）緊急指定、令和6年 (2024年) 指定

### 二枚貝類
- カワシンジュガイ科
  - Margaritifera laevis カワシンジュガイ** 令和4年（2022年）指定 同年特定第二種国内希少野生動植物種指定
  - Margaritifera togakushiensis コガタカワシンジュガイ** 令和4年（2022年）指定 同年特定第二種国内希少野生動植物種指定
- イシガイ科
  - Obovalis omiensis カタハガイ** 令和7年（2025年）指定 同年特定第二種国内希少野生動植物種指定

### 陸産貝類
- オナジマイマイ科
  - Aegista inexpectata オモイガケナマイマイ 令和2年（2020年）指定
  - Aegista marginata ヘリトリケマイマイ 令和2年（2020年）指定
  - Euhadra murayamai ムラヤママイマイ 令和2年（2020年）指定
  - Euhadra nachicola ナチマイマイ 令和2年（2020年）指定
  - Euhadra sadoensis サドマイマイ 令和2年（2020年）指定
  - Nesiohelix omphalina bipyramidalis オオアガリマイマイ 平成30年（2018年）指定
  - Nesiohelix omphalina omphalina ヘソアキアツマイマイ 平成30年（2018年）指定
- ナンバンマイマイ科
  - Mandarina anijimana アニジマカタマイマイ 平成27年（2015年）指定
  - Mandarina aureola コガネカタマイマイ 平成27年（2015年）指定
  - Mandarina chichijimana チチジマカタマイマイ 平成27年（2015年）指定
  - Mandarina exoptata ヒシカタマイマイ 平成27年（2015年）指定
  - Mandarina hahajimana ヒメカタマイマイ 平成27年（2015年）指定
  - Mandarina hayatoi フタオビカタマイマイ 平成27年（2015年）指定
  - Mandarina hirasei アナカタマイマイ 平成27年（2015年）指定
  - Mandarina kaguya オトメカタマイマイ 平成27年（2015年）指定
  - Mandarina mandarina カタマイマイ 平成27年（2015年）指定
  - Mandarina polita アケボノカタマイマイ 平成27年（2015年）指定
  - Mandarina ponderosa ヌノメカタマイマイ 平成27年（2015年）指定
  - Mandarina suenoae キノボリカタマイマイ 平成27年（2015年）指定
  - Mandarina tomiyamai コハクアナカタマイマイ 平成27年（2015年）指定
  - Mandarina trifasciata ミスジカタマイマイ 平成27年（2015年）指定
  - Nipponochloritis obscura トクノシマビロウドマイマイ 令和2年（2020年）指定
  - Satsuma amanoi アマノヤマタカマイマイ 平成29年（2017年）指定
  - Satsuma hemihelvus ウラキヤマタカマイマイ 平成29年（2017年）指定
  - Satsuma iheyaensis イヘヤヤマタカマイマイ 平成29年（2017年）指定
  - Satsuma kumejimaensis クメジママイマイ 令和2年（2020年）指定
  - Satsuma sadamii サダミマイマイ 令和3年（2021年）指定
- キセルガイ科
  - Megalophaedusa fukudainadai ナルトギセル 令和3年（2021年）指定
  - Megalophaedusa ishikawai イシカワギセル 令和2年（2020年）指定
  - Megalophaedusa masatokandai masatokandai オオイタシロギセル 令和3年（2021年）指定
  - Megalophaedusa spelaeonis カザアナギセル 令和2年（2020年）指定
  - Reinia elegans ニシキコギセル 令和3年（2021年）指定
  - Reinia euholostoma ハナコギセル 令和3年（2021年）指定
  - Reinia holotrema マルクチコギセル 令和3年（2021年）指定
  - Reinia hungerfordiana カスガコギセル 令和3年（2021年）指定
  - Reinia masaoi アズママルクチコギセル 令和3年（2021年）指定
  - Stereophaedusa caudata トクネニヤダマシギセル 令和2年（2020年）指定
  - Stereophaedusa elongata タケノコギセル 令和3年（2021年）指定
  - Stereophaedusa inclyta リュウキュウギセル 令和3年（2021年）指定
  - Stereophaedusa striatella ミヤコオキナワギセル 令和2年（2020年）指定
  - Zaptyx longiplicata　イトヒキツムガタノミギセル 令和3年（2021年）指定
- キセルモドキ科
  - Boninena callistoderma ハハジマキセルモドキ 令和3年（2021年）指定
  - Boninena hiraseana chichijimana チチジマキセルモドキ 令和3年（2021年）指定
  - Boninena hiraseana hiraseana ヒラセキセルモドキ 令和3年（2021年）指定
  - Boninena ogasawarae オガサワラキセルモドキ 令和3年（2021年）指定
  - Luchuena eucharistus ニシキキセルモドキ 令和3年（2021年）指定
- オカモノアラガイ科
  - Boninosuccinea ogasawarae オガサワラオカモノアラガイ 令和3年（2021年）指定
  - Boninosuccinea punctulispira テンスジオカモノアラガイ 令和3年（2021年）指定

### 甲殻類
- ヌマエビ科
  - Paratya boninensis オガサワラヌマエビ 平成31年（2019年）指定
- アジアザリガニ科
  - Cambaroides japonicus ニホンザリガニ 令和5年（2023年）指定 同年特定第二種国内希少野生動植物種指定
- スナガニ科
  - Paraleptuca boninensis オガサワラベニシオマネキ 平成31年（2019年）指定
- サワガニ科
  - Amamiku occulta カクレサワガニ 平成29年（2017年）指定
  - Geothelphusa levicervix トカシキオオサワガニ 平成29年（2017年）指定
  - Geothelphusa miyakoensis ミヤコサワガニ 平成29年（2017年）指定
  - Geothelphusa tenuimanus ヒメユリサワガニ 平成29年（2017年）指定

## 植物界
※「和名*」は特定第一種国内希少野生動植物種。
- オモダカ科
  - Sagittaria natans カラフトグワイ* 平成31年（2019年）指定 同年特定第一種国内希少野生動植物種指定
- バンレイシ科
  - Polyalthia liukiuensis クロボウモドキ 平成31年（2019年）指定
- サトイモ科
  - Arisaema abei ツルギテンナンショウ 平成30年（2018年）指定
  - Arisaema aprile オドリコテンナンショウ* 平成30年（2018年）指定 同年特定第一種国内希少野生動植物種指定
  - Arisaema cucullatum ホロテンナンショウ* 平成30年（2018年）指定 同年特定第一種国内希少野生動植物種指定
  - Arisaema heterocephalum subsp. okinawense オキナワテンナンショウ* 平成29年（2017年）指定 同年特定第一種国内希少野生動植物種指定
  - Arisaema inaense イナヒロハテンナンショウ* 平成30年（2018年）指定 同年特定第一種国内希少野生動植物種指定
  - Arisaema ishizuchiense ssp. ishizuchiense イシヅチテンナンショウ* 平成30年（2018年）指定 同年特定第一種国内希少野生動植物種指定
  - Arisaema kawashimae トクノシマテンナンショウ* 平成31年（2019年）指定 同年特定第一種国内希少野生動植物種指定
  - Arisaema kuratae アマギテンナンショウ* 平成30年（2018年）指定 同年特定第一種国内希少野生動植物種指定
  - Arisaema minamitanii ヒュウガヒロハテンナンショウ* 令和2年（2020年）指定 同年特定第一種国内希少野生動植物種指定
  - Arisaema nagiense ナギヒロハテンナンショウ* 平成30年（2018年）指定 同年特定第一種国内希少野生動植物種指定
  - Arisaema ogatae オガタテンナンショウ*（ツクシテンナンショウ）平成30年（2018年）指定 同年特定第一種国内希少野生動植物種指定
  - Arisaema seppikoense セッピコテンナンショウ* 平成30年（2018年）指定 同年特定第一種国内希少野生動植物種指定
  - Pothos chinensis ユズノハカズラ 平成29年（2017年）指定
  - Rhaphidophora kortharthii サキシマハブカズラ 平成28年（2016年）指定
  - Rhaphidophora liukiuensis ヒメハブカズラ 平成28年（2016年）指定
- ウマノスズクサ科
  - Asarum caudigerum オナガサイシン* 平成29年（2017年）指定 同年特定第一種国内希少野生動植物種指定
  - Asarum hexalobum var. controversum シシキカンアオイ*（シジキカンアオイ） 平成30年（2018年）指定 同年特定第一種国内希少野生動植物種指定
  - Asarum kinoshitae ジュロウカンアオイ* 平成30年（2018年）指定 同年特定第一種国内希少野生動植物種指定
  - Asarum misandrum アソサイシン* 令和2年（2020年）指定 同年特定第一種国内希少野生動植物種指定
  - Asarum mitoanum フクエジマカンアオイ* 令和2年（2020年）指定 同年特定第一種国内希少野生動植物種指定
  - Asarum monodoriflorum モノドラカンアオイ* 平成30年（2018年）指定 同年特定第一種国内希少野生動植物種指定
  - Asarum okinawense ヒナカンアオイ* 平成29年（2017年）指定 同年特定第一種国内希少野生動植物種指定
  - Asarum sakawanum var. stellatum ホシザキカンアオイ* 平成30年（2018年）指定 同年特定第一種国内希少野生動植物種指定
  - Asarum satsumense サツマアオイ* 平成30年（2018年）指定 同年特定第一種国内希少野生動植物種指定
  - Asarum yaeyamense ヤエヤマカンアオイ* 平成30年（2018年）指定 同年特定第一種国内希少野生動植物種指定
- チャセンシダ科
  - Asplenium formosae マキノシダ 平成28年（2016年）指定
  - Asplenium griffithianum フササジラン 平成28年（2016年）指定
  - Asplenium oligophlebium var. iezimaense イエジマチャセンシダ 平成29年（2017年）指定
  - Asplenium tenerum オトメシダ 平成30年（2018年）指定
  - Hymenasplenium cardiophyllum ヒメタニワタリ 平成20年（2008年）指定
  - Hymenasplenium subnormale ウスイロホウビシダ 平成29年（2017年）指定
- メシダ科
  - Athyrium yakusimense ヤクシマタニイヌワラビ 平成28年（2016年）指定
  - Cornopteris banajaoensis ホソバシケチシダ 平成28年（2016年）指定
  - Deparia minamitanii ヒュウガシケシダ 平成30年（2018年）指定
  - Diplazium kawakamii アオイガワラビ 平成28年（2016年）指定
  - Diplazium pin-faense フクレギシダ 平成30年（2018年）指定
  - Diplazium subtripinnatum ムニンミドリシダ 平成30年（2018年）指定
- スイカズラ科
  - Lonicera demissa var. borealis キタカミヒョウタンボク 令和3年（2021年）指定
  - Lonicera fragrantissima ツシマヒョウタンボク* 令和2年（2020年）指定 同年特定第一種国内希少野生動植物種指定
  - Lonicera kurobushiensis クロブシヒョウタンボク 平成31年（2019年）指定
  - Lonicera linderifolia var. linderifolia ヤブヒョウタンボク 令和2年（2020年）指定
  - Lonicera uzenensis　ウゼンベニバナヒョウタンボク　平成31年（2019年）指定
  - Triosteum pinnatifidum　ホザキツキヌキソウ　平成31年（2019年）指定
- ナデシコ科
  - Silene uralensis　タカネマンテマ * 令和5年（2023年）指定 同年特定第一種国内希少野生動植物種指定
- キク科
  - Aster asagrayi var. walkeri ヨナクニイソノギク* 平成31年（2019年）指定 同年特定第一種国内希少野生動植物種指定
  - Crepidiastrum ameristophyllum ユズリハワダン 平成30年（2018年）指定
  - Crepidiastrum grandicollum コヘラナレン 平成20年（2008年）指定
  - Crepidiastrum lanceolatum var. daitoense ダイトウワダン 平成29年（2017年）指定
  - Saussurea insularis シマトウヒレン 令和4年（2022年）指定
  - Saussurea japonica ヒナヒゴタイ 令和2年（2020年）指定
  - Saussurea mikurasimensis ミクラジマトウヒレン 平成30年（2018年）指定
  - Saussurea yakusimensis ヤクシマヒゴタイ*（ヤクシマトウヒレン） 平成30年（2018年）指定 同年特定第一種国内希少野生動植物種指定
  - Senecio argunensis コウリンギク 令和3年（2021年）指定
- アブラナ科
  - Berteroella maximowiczii ハナナズナ* 令和2年（2020年）指定 同年特定第一種国内希少野生動植物種指定
  - Draba igarashii シリベシナズナ* 平成30年（2018年）指定 同年特定第一種国内希少野生動植物種指定
- カヤツリグサ科
  - Carex lehmannii センジョウスゲ 令和4年（2022年）指定
  - Eleocharis tetraquetra var. tsurumachii カドハリイ 令和4年（2022年）指定
  - Isolepis crassiuscula ビャッコイ 令和2年（2020年）指定
  - Schoenus calostachyus イヘヤヒゲクサ 令和3年（2021年）指定
- コバノイシカグマ科
  - Microlepia obtusiloba var. angustata ホソバコウシュンシダ 平成28年（2016年）指定
- オシダ科
  - Ctenitis microlepigera コキンモウイノデ 平成30年（2018年）指定
  - Cyrtomium macrophyllum var. microindusium クマヤブソテツ 平成29年（2017年）指定
  - Dryopteris hangchowensis キリシマイワヘゴ 平成30年（2018年）指定
  - Polystichum grandifrons キュウシュウイノデ 令和2年（2020年）指定
  - Polystichum lonchitis ヒイラギデンダ 平成31年（2019年）指定
  - Polystichum neolobatum ヤシャイノデ* 令和3年（2021年）指定 同年特定第一種国内希少野生動植物種指定
  - Polystichum obae アマミデンダ* 平成11年（1999年）指定 同年特定第一種国内希少野生動植物種指定
  - Polystichum piceopaleaceum サクラジマイノデ 平成30年（2018年）指定
  - Polystichum shimurae シムライノデ 令和3年（2021年）指定
- ツツジ科
  - Rhododendron amakusaense アマクサミツバツツジ 令和3年（2021年）指定
  - Rhododendron boninense ムニンツツジ 平成16年（2004年）指定
  - Rhododendron keiskei var. hypoglaucum ウラジロヒカゲツツジ 平成24年（2012年）指定
  - Vaccinium amamianum ヤドリコケモモ 平成11年（1999年）指定
- ホシクサ科
  - Eriocaulon seticuspe ヒュウガホシクサ* 平成31年（2019年）指定 同年特定第一種国内希少野生動植物種指定
- トウダイグサ科
  - Chamaesyce sparrmannii ボロジノニシキソウ 平成29年（2017年）指定
  - Claoxylon centinarium セキモンノキ 平成30年（2018年）指定
  - Euphorbia watanabei subsp. minamitanii ヒュウガタイゲキ 令和3年（2021年）指定
- リンドウ科
  - Comastoma pulmonarium subsp. sectum サンプクリンドウ 令和5年（2023年）指定
  - Gentiana yakushimensis ヤクシマリンドウ* 平成28年（2016年）指定 同年特定第一種国内希少野生動植物種指定
  - Lomatogonium carinthiacum ヒメセンブリ 令和5年（2023年）指定
  - Tripterospermum distylum ハナヤマツルリンドウ 平成29年（2017年）指定
- フウロソウ科
  - Geranium shikokianum var. yoshiianum ヤクシマフウロ* 平成31年（2019年）指定 同年特定第一種国内希少野生動植物種指定
- イワタバコ科
  - Aeschynanthus acuminatus ナガミカズラ 平成27年（2015年）指定
- キンモウワラビ科
  - Hypodematium fordii リュウキュウキンモウワラビ 平成30年（2018年）指定
- シソ科
  - Ajuga boninsimae シマカコソウ 平成20年（2008年）指定
  - Scutellaria kikai-insularis ヒメタツナミソウ 令和2年（2020年）指定
- マメ科
  - Crotalaria uncinella エダウチタヌキマメ 平成31年（2019年）指定
  - Intsia bijuga タシロマメ 平成31年（2019年）指定
  - Sophora franchetiana ツクシムレスズメ 令和6年（2024年）指定
  - Uraria picta ホソバフジボグサ 平成29年（2017年）指定
  - Vigna vexillata var. vexillata サクヤアカササゲ 平成29年（2017年）指定
- ユリ科
  - Asparagus oligoclonos タマボウキ* 令和2年（2020年）指定 同年特定第一種国内希少野生動植物種指定
  - Chionographis koidzumiana var. kurokamiana クロカミシライトソウ* 平成29年（2017年）指定 同年特定第一種国内希少野生動植物種指定
  - Fritillaria kaiensis カイコバイモ* 平成31年（2019年）指定 同年特定第一種国内希少野生動植物種指定
  - Ophiopogon reversus ヨナグニノシラン 令和3年（2021年）指定
  - Polygonatum cryptanthum ウスギワニグチソウ* 令和3年（2021年）指定 同年特定第一種国内希少野生動植物種指定
  - Tricyrtis ishiiana var. ishiiana サガミジョウロウホトトギス* 令和2年（2020年）指定 同年特定第一種国内希少野生動植物種指定
  - Tricyrtis ishiiana var. surugensis スルガジョウロウホトトギス* 令和2年（2020年）指定 同年特定第一種国内希少野生動植物種指定
  - Tricyrtis perfoliata キバナノツキヌキホトトギス* 令和2年（2020年）指定 同年特定第一種国内希少野生動植物種指定
- ヒカゲノカズラ科
  - Lycopodium fargesii ヒモスギラン 平成28年（2016年）指定
  - Lycopodium salvinioides ヒメヨウラクヒバ 平成27年（2015年）指定
- キントラノオ科
  - Ryssopterys timoriensis ササキカズラ 平成29年（2017年）指定
- ノボタン科
  - Melastoma tetramerum var. tetramerum ムニンノボタン 平成16年（2004年）指定
- ヤブコウジ科
  - Myrsine okabeana マルバタイミンタチバナ 平成30年（2018年）指定
- イバラモ科
  - Najas tenuicaulis ヒメイバラモ 令和2年（2020年）指定
- スイレン科
  - Nuphar submersa シモツケコウホネ 平成24年（2012年）指定
- ラン科
  - Acanthephippium pictum エンレイショウキラン* 令和2年（2020年）指定 同年特定第一種国内希少野生動植物種指定
  - Androcorys pusillus ミスズラン 令和3年（2021年）指定
  - Anoectochilus formosanus キバナシュスラン* 平成28年（2016年）指定 同年特定第一種国内希少野生動植物種指定
  - Anoectochilus koshunensis コウシュンシュスラン 平成28年（2016年）指定
  - Calanthe formosana タイワンエビネ 令和2年（2020年）指定
  - Calanthe hattorii アサヒエビネ 平成16年（2004年）指定
  - Calanthe hoshii ホシツルラン 平成16年（2004年）指定
  - Crepidium kandae カンダヒメラン* 令和2年（2020年）指定 同年特定第一種国内希少野生動植物種指定
  - Cryptostylis arachnites オオスズムシラン 平成28年（2016年）指定
  - Cryptostylis taiwaniana タカオオオスズムシラン 平成27年（2015年）指定
  - Cypripedium guttatum チョウセンキバナアツモリソウ 平成14年（2002年）指定
  - Cypripedium macranthos var. macranthos ホテイアツモリ* 平成9年（1997年）指定 同年特定第一種国内希少野生動植物種指定
  - Cypripedium macranthos var. rebunense レブンアツモリソウ* 平成6年（1994年）指定 同年特定第一種国内希少野生動植物種指定
  - Cypripedium macranthos var. speciosum アツモリソウ* 平成9年（1997年）指定 同年特定第一種国内希少野生動植物種指定
  - Dendrobium okinawense オキナワセッコク* 平成14年（2002年）指定 平成20年（2008年）特定第一種国内希少野生動植物種指定
  - Dienia ophrydis ホザキヒメラン* 令和7年（2025年）指定 同年特定第一種国内希少野生動植物種指定
  - Disperis neilgherrensis ジョウロウラン 令和6年（2024年）指定
  - Eulophia taiwanensis タカサゴヤガラ 令和2年（2020年）指定
  - Gastrodia albida ヤクシマヤツシロラン 平成30年（2018年）指定
  - Gastrodia uraiensis タブガワヤツシロラン 平成29年（2017年）指定
  - Goodyera fumata ヤブミョウガラン 平成29年（2017年）指定
  - Habenaria stenopetala テツオサギソウ 平成29年（2017年）指定
  - Hancockia uniflora ヒメクリソラン 平成28年（2016年）指定
  - Hetaeria oblongifolia オオカゲロウラン 平成29年（2017年）指定
  - Liparis nikkoensis ヒメスズムシソウ 令和2年（2020年）指定
  - Liparis viridiflora コゴメキノエラン 平成11年（1999年）指定
  - Macodes petola ナンバンカモメラン* 平成28年（2016年）指定 同年特定第一種国内希少野生動植物種指定
  - Malaxis boninensis シマホザキラン 平成16年（2004年）指定
  - Odontochilus hatusimanus ハツシマラン* 平成30年（2018年）指定 同年特定第一種国内希少野生動植物種指定
  - Odontochilus nanlingensis ヒメシラヒゲラン 令和2年（2020年）指定
  - Odontochilus tashiroi オオギミラン* 平成29年（2017年）指定 同年特定第一種国内希少野生動植物種指定
  - Oreorchis itoana コハクラン 令和2年（2020年）指定
  - Peristylus lacertifer タコガタサギソウ 平成31年（2019年）指定
  - Phaius mishmensis ヒメカクラン 平成28年（2016年）指定
  - Platanthera boninensis シマツレサギソウ 平成30年（2018年）指定
  - Platanthera okuboi ハチジョウツレサギ 平成29年（2017年）指定
  - Platanthera sonoharae クニガミトンボソウ 平成14年（2002年）指定
  - Platanthera stenoglossa ssp. iriomotensis イリオモテトンボソウ 平成27年（2015年）指定
  - Thrixspermum annamense var. devolianum イリオモテカヤラン 令和7年（2025年）指定
  - Thrixspermum fantasticum ハガクレナガミラン 平成28年（2016年）指定
  - Vrydagzynea nuda ミソボシラン 平成27年（2015年）指定
- キジノオシダ科
  - Plagiogyria koidzumii リュウキュウキジノオ 平成27年（2015年）指定
- コショウ科
  - Piper postelsianum タイヨウフウトウカズラ 平成16年（2004年）指定
- トベラ科
  - Pittosporum parvifolium コバトベラ 平成16年（2004年）指定
- イネ科
  - Piptatherum kuoi イネガヤ 平成31年（2019年）指定
  - Stipa alpina ヒゲナガコメススキ 令和4年（2022年）指定
- ハナシノブ科
  - Polemonium kiushianum ハナシノブ* 平成7年（1995年）指定 同年特定第一種国内希少野生動植物種指定
- ヒメハギ科
  - Polygala longifolia リュウキュウヒメハギ 平成29年（2017年）指定
- タデ科
  - Persicaria attenuata subsp. pulchra アラゲタデ 平成29年（2017年）指定
  - Persicaria japonica var. taitoinsularis ダイトウサクラタデ 平成29年（2017年）指定
- ウラボシ科
  - Drynaria roosii ハカマウラボシ* 平成30年（2018年）指定 同年特定第一種国内希少野生動植物種指定
  - Lepisorus clathratus トヨグチウラボシ 令和5年（2023年）指定
  - Lepisorus oligolepidus ウロコノキシノブ* 令和3年（2021年）指定 同年特定第一種国内希少野生動植物種指定
  - Leptochilus decurrens オキノクリハラン 平成30年（2018年）指定
  - Tomophyllum sakaguchianum キレハオオクボシダ 平成31年（2019年）指定
- ヒルムシロ科
  - Potamogeton praelongus ナガバエビモ 平成30年（2018年）指定
- サクラソウ科
  - Lysimachia tashiroi オニコナスビ* 令和3年（2021年）指定 同年特定第一種国内希少野生動植物種指定
  - Primula kisoana var. kisoana カッコソウ 平成24年（2012年）指定
- イノモトソウ科
  - Cheilanthes krameriaイワウラジロ 令和2年（2020年）指定
  - Haplopteris yakushimensis オオバシシラン 令和2年（2020年）指定
  - Pteris formosana タイワンアマクサシダ 平成31年（2019年）指定
- キンポウゲ科
  - Aconitum ciliare ハナカズラ* 令和2年（2020年）指定 同年特定第一種国内希少野生動植物種指定
  - Aconitum iidemontanum イイデトリカブト 令和2年（2020年）指定
  - Aconitum jaluense subsp. jaluense コウライブシ 令和3年（2021年）指定
  - Aconitum metajaponicum オンタケブシ 令和2年（2020年）指定
  - Anemone sikokiana シコクイチゲ 令和7年（2025年）指定
  - Callianthemum hondoense キタダケソウ* 平成6年（1994年）指定 同年特定第一種国内希少野生動植物種指定
  - Callianthemum kirigishiense キリギシソウ* 平成30年（2018年）指定 同年特定第一種国内希少野生動植物種指定
  - Ranunculus altaicus subsp. shinanoalpinus タカネキンポウゲ 令和3年（2021年）指定
  - Ranunculus kitadakeanus キタダケキンポウゲ* 令和3年（2021年）指定 同年特定第一種国内希少野生動植物種指定
  - Ranunculus pygmaeus クモマキンポウゲ 平成31年（2019年）指定
  - Ranunculus yatsugatakensis ヤツガタケキンポウゲ* 令和2年（2020年）指定 同年特定第一種国内希少野生動植物種指定
  - Thalictrum uchiyamae ムラサキカラマツ* 平成31年（2019年）指定 同年特定第一種国内希少野生動植物種指定
- クロウメモドキ科
  - Rhamnus kanagusukui ヒメクロウメモドキ 平成29年（2017年）指定
- アカネ科
  - Randia sinensis ヒジハリノキ 平成31年（2019年）指定
- ユキノシタ科
  - Astilbe tsushimensis ツシマアカショウマ 令和5年（2023年）指定
  - Deutzia hatusimae コミノヒメウツギ 令和6年（2024年）指定
  - Deutzia naseana var. amanoi オキナワヒメウツギ 平成30年（2018年）指定
  - Deutzia yaeyamensis ヤエヤマヒメウツギ 平成28年（2016年）指定
  - Mitella amamiana アマミチャルメルソウ 令和2年（2020年）指定
- ゴマノハグサ科
  - Veronicastrum noguchii イスミスズカケ 令和2年（2020年）指定
- ナス科
  - Lycianthes boninensis ムニンホオズキ 平成30年（2018年）指定
  - Solanum miyakojimense イラブナスビ 令和3年（2021年）指定
- キブシ科
  - Stachyurus macrocarpus var. macrocarpus ナガバキブシ 平成30年（2018年）指定
  - Stachyurus macrocarpus var. prunifolius ハザクラキブシ 平成30年（2018年）指定
- ハイノキ科
  - Symplocos kawakamii ウチダシクロキ 平成20年（2008年）指定
- ナナバケシダ科
  - Tectaria fauriei コモチナナバケシダ* 平成28年（2016年）指定 同年特定第一種国内希少野生動植物種指定
  - Tectaria kusukusensis ナガバウスバシダ 平成28年（2016年）指定
- ヒメシダ科
  - Thelypteris gracilescens シマヤワラシダ 平成28年（2016年）指定
- シナノキ科
  - Grewia rhombifolia ヒシバウオトリギ（アツバウオトリギ） 平成30年（2018年）指定
  - Tiumfetta procumbens var. glaberrima ケナシハテルマカズラ 平成31年（2019年）指定
- ホンゴウソウ科
  - Sciaphila yakushimensis var. yakushimensis ヤクシマソウ 平成30年（2018年）指定
- イラクサ科
  - Elatostema yonakuniense ヨナクニトキホコリ 平成29年（2017年）指定
  - Procris boninensis セキモンウライソウ 平成30年（2018年）指定
- オミナエシ科
  - Patrinia triloba var. kozushimensis シマキンレイカ 平成28年（2016年）指定
- クマツヅラ科
  - Callicarpa formosana ホウライムラサキ* 令和7年（2025年）指定 同年特定第一種国内希少野生動植物種指定
  - Callicarpa longissima タカクマムラサキ 令和3年（2021年）指定
  - Callicarpa parvifolia ウラジロコムラサキ 平成16年（2004年）指定
- セリ科
  - Tilingia tsusimensis ツシマノダケ 令和3年（2021年）指定
- スミレ科
  - Viola tashiroi var. tairae イシガキスミレ* 令和2年（2020年）指定 同年特定第一種国内希少野生動植物種指定
  - Viola thibaudieri タデスミレ * 令和2年（2020年）指定 同年特定第一種国内希少野生動植物種指定
  - Viola utchinensis オキナワスミレ* 令和2年（2020年）指定 同年特定第一種国内希少野生動植物種指定

## 過去の希少野生動植物種に指定されていた生物
- ルリカケス - 2008年（平成20年）8月14日まで[2]
- ダイトウノスリ - 2013年まで
- オオタカ - 2017年9月20日まで
- シマハヤブサ - 環境省レッドリスト2018において絶滅（EX）とされたため、2019年2月5日まで
- ウスアカヒゲ - 環境省レッドリスト2018において絶滅（EX）とされたため、2019年2月5日まで

## 国際希少野生動植物種
国際希少野生動植物種は、国際的な商取引の対象となる種 - ワシントン条約の附属書I類に掲載された種や渡り鳥条約で指定された種など - から指定されるため、そのほとんどが日本に分布しない種であるが、以下の日本にも分布あるいは繁殖などで利用する種も含まれている。
- 鳥類 - コアジサシ、コシャクシギ、シロハラチュウシャクシギ、ナベヅル、マナヅル等
- 爬虫類 - ウミガメ科全種（日本にはアカウミガメ、アオウミガメ、タイマイが繁殖のため訪れる）

また、クジラ目の種も対象となっている。
- クマ科 - ジャイアントパンダ、マレーグマ、ナマケグマ、メガネグマ、ヒグマ、ヒマラヤヒグマ、アジアクロクマ全7種

アジアクロクマはツキノワグマの別称である。

## 緊急指定種
緊急指定種には、2023年（令和5年）12月26日（指定期間は同年12月28日から）に、同年11月に新種および新亜種として記載されたミナヅキギボウシ、セトガワギボウシの2種が、2025年（令和7年）1月28日（指定期間は同年1月30日から）に、2024年９月に新種として記載された、レイホクナガレホトケドジョウが指定されている。
2022年（令和4年）にはチョウセングンバイトンボが、2021年（令和3年）にはリュウジンオオムカデ、ウスオビルリゴキブリ、ベニエリルリゴキブリが、2017年（平成29年）にはケラマトカゲモドキが、2008年（平成20年）にはタカネルリクワガタが、1994年（平成6年）にはワシミミズク、イリオモテボタル、クメジマボタルが緊急指定種に指定されており、このうちケラマトカゲモドキ、ワシミミズク、クメジマボタル、リュウジンオオムカデ、ウスオビルリゴキブリ、ベニエリルリゴキブリ、チョウセングンバイトンボが国内希少野生動植物種に指定されている。